# Antracita
L'antracita és el carbó de més alt contingut en carboni i amb menors impureses, sent també el de més alt preu. El nom prové de la paraula que en grec Άνθραξ, àntrax, que vol dir carbó. Es forma a partir de l'hulla en el procés físic geològic anomenat antracitització.
És negre, brillant i molt dur, amb irisacions, i sonor per percussió. A simple vista no es distingeix de l'hulla. S'assembla a l'obsidiana. Es pot considerar que l'antracita és un pas intermedi en el procés geològic de formació entre l'hulla i el grafit.
Conté fins a un 98% de carboni i, encara que crema amb dificultat, desprèn molta calor i poc fum. El seu poder calorífic oscil·la entre 26 a 33 MJ/kg en pes sec (la seva humitat en brut és menor del 15%).
Respecte a l'hulla té més duresa, més densitat relativa (1,3 a 1,4) i més brillantor. A més el seu contingut en carboni és més alt i les seves matèries volàtils són menors.

## Origen
Es va formar exclusivament fa 250 milions d'anys, en el Carbonífer i el Permià, a l'era Primària. Els processos geològics són els mateixos que en els altres tipus de carbó, però en el cas de l'antracita es va formar amb les restes vegetals més dures (troncs, principalment) i va quedar enterrada a gran profunditat.

## Usos
Malgrat el seu alt poder calorífic i les baixes impureses, pel fet de tenir un alt preu i ser escassa actualment s'usa poc. L'ús que se'n fa es redueix a la calefacció domèstica o a usos on es necessiti un carbó d'alta puresa com per exemple el carbó dels filtres o dels elèctrodes.
En la indústria de l'acer s'havia utilitzat antigament, però actualment la substitueix el carbó de coc.